# Langer Marsch 7

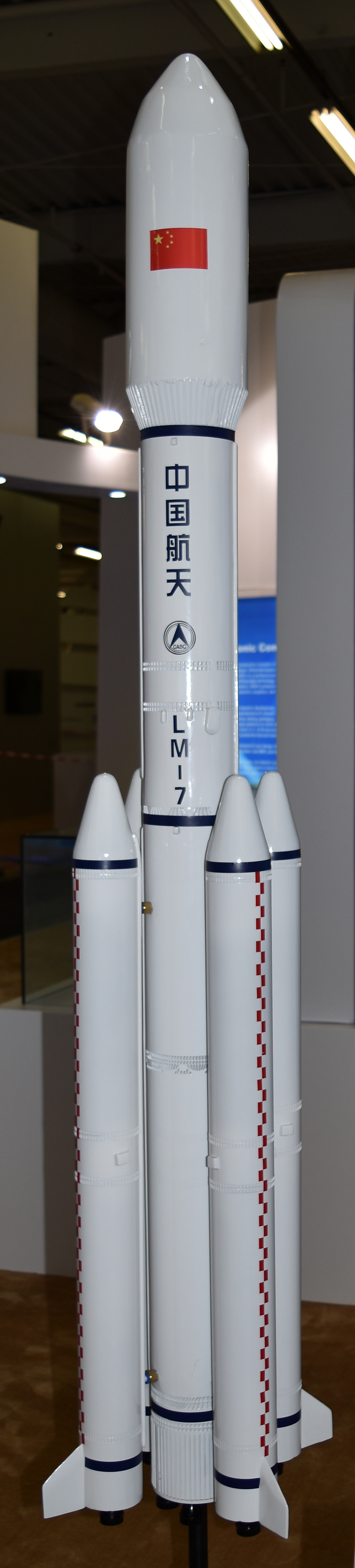
Modell der LM-7

Die Langer Marsch 7, kurz LM-7 (chinesisch 長征七號 / 长征七号, Pinyin Chángzhēng qīhào, Changzheng-7, kurz CZ-7) ist eine von der China Aerospace Science and Technology Corporation hergestellte Serie von mittelschweren Trägerraketen der Volksrepublik China. Die erste CZ-7 startete am 25. Juni 2016 vom Kosmodrom Wenchang. In der Basisvariante kann sie bis zu 14 Tonnen in eine erdnahe Umlaufbahn transportieren. Ihre Hauptaufgabe ist zunächst der Start der Tianzhou-Frachtraumschiffe für die Chinesische Raumstation, die der am 11. März 2021 erstmals erfolgreich gestarteten dreistufigen Variante CZ-7A der Transport von bis zu 7 t schweren Satelliten in geosynchrone Umlaufbahnen.

## Geschichte
Die Geschichte der Rakete geht auf das Jahr 2006 zurück, als Wang Yongzhi, der Technische Direktor des bemannten Raumfahrtprogramms der Volksrepublik China, darauf hinwies, dass man für die Versorgung der geplanten modularen Raumstation ein Versorgungsraumschiff mit möglichst großer Ladekapazität benötigte. Die seinerzeit größte Trägerrakete Chinas, die Changzheng 2F, konnte nur 8,1 t in eine erdnahe Umlaufbahn (LEO) transportieren, wo die Raumstation platziert werden sollte. Dies wurde für zu gering erachtet, um die Station halbwegs kosteneffizient versorgen zu können.
Zunächst dachte man daran, eine verbesserte Version der Changzheng 2F zu entwickeln, die sogenannte „Changzheng 2F/H“, wobei das „H“ für huàn (换) bzw. „gewechselt“ steht. Am 21. November 2008 wurde bei der Akademie für Trägerraketentechnologie die erste, mit den Vorplanungen beauftragte Arbeitsgruppe aufgestellt, im Januar 2009 wurde bei der Firma ein eigenes Büro eingerichtet, das von nun an für die Entwicklung der Rakete zuständig war. Da man für die neue Trägerrakete so ziemlich alles an der CZ-7F gewechselt hatte, vom Treibstoff über die Triebwerke bis zum Stufenkonzept, beschloss die Firma im Juni 2010, ihr einen völlig neuen Namen zu geben: „Changzheng 7“. Am 25. September 2010 genehmigte das Politbüro der KPCh offiziell den Bau der modularen Raumstation, und im Januar 2011 wurde der Bau der Changzheng 7 offiziell genehmigt, die entsprechenden Mittel wurden freigegeben.
Ähnlich wie 2006 bei der Changzheng 5 gab es ursprünglich fünf Varianten der Rakete, durchnummeriert von A bis E, die alle mit zwei Kernmodulen von 3,35 m Durchmesser ausgestattet waren. Diese zweistufige Kernrakete konnte wahlweise mit zwei oder vier Boostern und teilweise mit einer dritten, wasserstoffgetriebenen Oberstufe erweitert werden. Zunächst konzentrierte man sich jedoch auf die Entwicklung einer zweistufigen Rakete mit vier Boostern, die ursprünglich als „CZ-7C“ oder auch „CZ 340“, also „3,35 m Durchmesser mit 4 kleinen Boostern“, bekannt war.
Im weiteren Verlauf bürgerte sich für diese Rakete die umgangssprachliche Bezeichnung „Changzheng 7“ ein.
Im Juli 2011 begann man mit der Entwicklung des ersten Prototyps der Changzheng 7. Durch ihren relativ geringen Durchmesser kann die Rakete, anders als die Changzheng 5, noch mit der Eisenbahn transportiert werden, sie ist dafür ausgelegt, sowohl vom Kosmodrom Xichang in Sichuan als auch von Wenchang auf der Insel Hainan ganz im Süden Chinas zu starten.
Die technischen Herausforderungen sind in Wenchang deutlich größer als in Sichuan: hohe Temperatur, hohe Luftfeuchtigkeit, hoher Salzgehalt der Luft und häufiges Vorkommen von Regentagen mit 5–15 mm Niederschlag innerhalb von 12 Stunden. Ende 2014 wurde der Prototyp der Rakete, in seine Komponenten zerlegt, nach Hainan gebracht, dann wurde fast drei Monate lang die Montage und das Betanken geprobt. Dabei stellte sich heraus, dass sich wegen der niedrigen Temperatur von −183 °C des als Oxidator verwendeten Flüssigsauerstoffs und der hohen Luftfeuchtigkeit auf der Außenhaut der Rakete Reif und Tautröpfchen bildeten, die die Flugsicherheit gefährdeten. Durch zusätzliche Isolierungsmaßnahmen konnte man das Problem lösen und stellte dann mit 24 Stunden einen neuen Rekord für die Zeit auf, die die Rakete nach dem Betanken auf der Startrampe bleiben konnte. Dies ermöglicht es, bei dem wechselhaften Tropenwetter auf Hainan in gewissem Rahmen einen sicheren Startzeitpunkt zu finden.
Im Mai 2015 begann man mit dem Bau des finalen Prototyps. Ein Jahr später, am 8. Mai 2016, holte der Raketenfrachter Yuan Wang 21 die für den realen Einsatz vorgesehene Rakete im Hafen von Tianjin ab und lieferte sie sechs Tage später, am 14. Mai, nach einer 1670 Seemeilen langen Reise beim Hafen Qinglan auf Hainan ab. Dies war das erste Mal, dass eine Rakete von der „Produktionsbasis für Trägerraketen der neuen Generation“ in Tianjin vollständig über See nach Hainan transportiert wurde. Am 23. Mai war die Rakete komplett montiert. Nach gründlicher Überprüfung verließ sie am 22. Juni das Raumfahrzeugmontagegebäude,
und am 25. Juni 2016 um 12:00 Uhr UTC erfolgte der Start zum erfolgreichen Erstflug.
Der Erstflug der stärkeren Variante Changzheng 7A am 16. März 2020 endete jedoch in einem Fehlschlag. Diese Rakete besaß nicht nur eine von der dritten Stufe der Changzheng 3A abgeleitete dritte Stufe, sondern man hatte auch an allen anderen Systemen der Rakete Verbesserungen vorgenommen, um die maximal mögliche Nutzlast noch weiter zu steigern. So wurde unter anderem beim Shanghaier Institut für Weltraumantriebe der Akademie für Flüssigkeitsraketentriebwerkstechnik und beim Pekinger Forschungsinstitut für automatische Steuerung in der Raumfahrt, dem sogenannten „Institut 12“ der Chinesische Akademie für Trägerraketentechnologie, ein intelligentes Lageregelungssystem entwickelt, das es der Rakete ermöglicht, während der Brennzeit der 2. Stufe bei eventuellen Problemen selbstständig eine geeignete Flugbahn zu finden, wobei die Lageregelungstriebwerke zur Schubkraft beisteuern.
Nach dem Start um 21:34 Uhr Ortszeit verlief scheinbar zunächst alles plangemäß. Die Rakete hob vom Kosmodrom Wenchang ab, nach dem Ende ihrer regulären Brenndauer, 162 Sekunden nach dem Start, wurde die erste Stufe abgetrennt. Zu diesem Zeitpunkt war auf dem Bildschirm im Kontrollraum des Kosmodroms jedoch bereits zu sehen, dass die Triebwerksflammen nicht der normalen Form entsprachen. Kurz darauf, 168 Sekunden nach dem Start, explodierte die Rakete.
Bis zum folgenden Morgen analysierten die Ingenieure die Telemetriedaten. Durch schrittweise Eliminierung des Unmöglichen kamen sie zu dem vorläufigen Schluss, dass die wahrscheinlichste Unfallursache ein Vakuum war, das sich am oberen Ende der Leitung vom Sauerstofftank der Lageregelungstriebwerke der zweiten Stufe zur Pumpe eines dieser Triebwerke gebildet hatte. Dies führte zu einem Druckabfall am Einlassventil des Sauerstoffpumpe und einem Unterschreiten des unteren Grenzwerts, den das Triebwerk für ein ordnungsgemäßes Funktionieren benötigte. Das Lageregelungstriebwerk war nicht angesprungen.
Um diese Hypothese zu überprüfen, waren praktische Versuche und eine Rekonstruktion des Unfallhergangs an einem verkleinerten Triebwerksmodell nötig. Im März 2020 waren jedoch aufgrund der COVID-19-Pandemie noch viele Fabriken und Hochschulen geschlossen. Schließlich fand man in Shenzhen ein Universitätslabor, wo die Versuche durchgeführt werden konnten. Nach drei Wochen kam man zu dem Ergebnis, dass die ursprüngliche Annahme zutraf. Um jedoch ganz sicher zu gehen, wurden danach noch zahlreiche weitere Versuche und Simulationen durchgeführt, später auch auf dem Prüfstand des Instituts 801 in Sheshan, in Peking und auf dem Kosmodrom Wenchang, die sich bis in den Oktober hineinzogen.
Obwohl die Ingenieure durch die für 2021 im Zusammenhang mit der Chinesischen Raumstation geplanten Starts zweier Changzheng-7-Raketen der Grundversion eigentlich stark ausgelastet waren, wurde der Fehler – eine falsch geplante Kabelführung – schließlich behoben.
Im Verlauf der Fehlersuche hatte man noch mehr als 200 weiteren Schwachstellen an der Rakete gefunden, unter anderem an der Triebwerkshalterung und dem Kerosintank der 2. Stufe, die ebenfalls behoben wurden.
Am 30. Dezember 2020 bestand die überarbeitete Version der Rakete die abschließenden Tests, und der zweite Startversuch am 11. März 2021 war dann erfolgreich.

## Aufbau

### Langer Marsch 7
Die zweistufige Changzheng 7 folgt dem mit der Trägerraketenfamilie Changzheng 5 im Jahr 2002 eingeführten Modulprinzip. So ist ihre erste Stufe fast identisch mit dem K-3-Booster der Changzheng 5, mit zwei gemeinsam auslenkbaren, seit 2000 an der Akademie für Flüssigkeitsraketentriebwerkstechnik (AALPT) entwickelten Flüssigkeitstriebwerken vom Typ YF-100, die anstatt dem zwar gut lagerfähigen aber toxischen 1,1-Dimethylhydrazin und Distickstofftetroxid wie bei den früheren Raketen nun Flüssigsauerstoff und Raketenkerosin als Treibstoff verwenden. Dieselbe Treibstoffkombination kommt bei den vier Boostern zum Einsatz, die jeweils ein einzeln lenkbares YF-100-Triebwerk besitzen und, anders als bei der Changzheng 5, an drei Punkten mit der Kernstufe verbunden sind. 174 Sekunden nach dem Start schalten die Booster ihre Triebwerke ab, dann werden sie abgetrennt. Die beiden Triebwerke der ersten Stufe arbeiten noch 14 Sekunden weiter, dann trennt sich die erste Stufe von der Rakete. Anschließend wird das ursprünglich zwischen erster und zweiter Stufe befindliche, fast 3 m lange Zwischenstück von der zweiten Stufe abgetrennt, und die vier ebenfalls mit Flüssigsauerstoff und Raketenkerosin arbeitenden YF-115-Triebwerke der zweiten Stufe werden gezündet. Hier sind zwei der Triebwerke fest montiert, während die zwei anderen als Paar lenkbar sind.
Innerhalb der 13 m langen, auskragenden Nutzlastverkleidung von 4,2 m Durchmesser kann eine optionale Kickstufe vom Typ Yuanzheng 1A untergebracht werden, ein Apogäumsmotor mit einem Durchmesser von 2,8 m, der bis zu 20 mal gezündet werden kann und bis zu sieben Satelliten in einer vorprogrammierten Reihenfolge in verschiedenen Umlaufbahnen aussetzen kann.
Nachdem die Changzheng 7 im Jahr 2017 erstmals ein Versorgungsraumschiff vom Typ Tianzhou ins All gebracht hatte, wurde die Rakete in 130 Aspekten überarbeitet. So wurde die Zahl der in der Erprobungsphase per Telemetrie überprüften Parameter reduziert. Die Zahl der Messpunkte an der Rakete wurde um 1/3 verringert, die Zahl der verwendeten Telemetriegeräte reduzierte sich dadurch um fast die Hälfte. Das führte nicht nur zu geringeren Herstellungskosten, sondern es war auch möglich, einige der entscheidenden Parameter genauer zu messen. Ab dem am 29. Mai 2021 gestarteten dritten Exemplar der Changzheng 7 wurde für die Übertragung der Messdaten nicht mehr das S-Band, sondern das höherfrequente Ka-Band verwendet, wodurch sich die Datenübertragungsrate um mehr als das zwanzigfache erhöhte; bis zum Aussetzen der Nutzlast können alle Telemetriewerte lückenlos überwacht werden.
An jedem Booster wurde eine der Gasflaschen eingespart, die den Druck in den Kerosin- und Sauerstofftanks aufrechtzuerhalten haben. Durch eine verbesserte Steuerung der Ventile konnte eine bessere Ausnutzung des Druckgases erreicht werden. Die maximale Nutzlast der Changzheng 7 für einen erdnahen Orbit konnte durch diese und andere Maßnahmen von 13,5 auf 14 Tonnen gesteigert werden.

### Langer Marsch 7A
Die dritte Stufe bei der Changzheng 7A entspricht der dritten Stufe der Changzheng 3A mit zwei Wasserstoff/Sauerstoff-Triebwerken.
Bei dieser Variante werden die Booster nach Brennschluss nicht mehr von der Kernstufe abgetrennt, sondern die erste Stufe wird nach deren Brennschluss gemeinsam mit den Boostern von der zweiten Stufe getrennt. Dadurch ergibt sich eine einfachere, weniger fehleranfällige Konstruktion der Rakete. Es stürzt auch nur ein Raketenteil statt fünf auf die Erde, was die Größe des freizuhaltenden Seegebiets reduziert.
In Zukunft soll die Changzheng 7A auch beim Marsprogramm der Volksrepublik China sowie bei der Asteroidenerkundung zum Einsatz kommen, außerdem werden die in einer geosynchronen Umlaufbahn operierenden Satelliten, vor allem Kommunikationssatelliten, immer größer und schwerer. Eine längere Nutzlastverkleidung, die die Gesamtlänge der Rakete von 60,1 m auf 60,7 m erhöht, wurde am 23. Dezember 2021 beim Start zweier Technologieerprobungssatelliten in eine geostationäre Transferbahn erstmals getestet.
Eine weitere Variante mit 5,2 m statt 4,2 m Durchmesser, also 20 cm größer als bei der schweren Trägerrakete Langer Marsch 5, befindet sich in der Entwicklung. Diese Nutzlastverkleidung soll zusammen mit einer überarbeiteten Oberstufe der Rakete verwendet werden, bei der die beiden nach dem Nebenstromverfahren arbeitenden Triebwerke vom Typ YF-75 durch ein Modul mit zwei nach dem Expanderverfahren arbeitenden YF-75D ersetzt werden.
Ein YF-75 besitzt einen Vakuumschub von 78,45 kN, ein einzelnes YF-75D einen Vakuumschub von 88,36 kN.

## Einsatzprofil
In der anfänglichen Euphorie nach der Genehmigung des Projekts hieß es, dass die Changzheng-7-Familie die CZ-2- und CZ-3-Raketen ersetzen solle.
Davon ist heute keine Rede mehr. Die Hauptaufgabe der Changzheng 7 ist weiterhin der Transport des Versorgungsraumschiffs Tianzhou, auch noch wenn das Raumschiff der neuen Generation in seiner Konfiguration als Frachtraumschiff in Dienst gestellt sein wird. Letzteres kann zwar Rückfracht zur Erde mitnehmen, kann aber mit einer Nutzlastkapazität von maximal 4 t deutlich weniger in den Orbit befördern als Tianzhou mit 6,8 t. Stand 2020 war geplant, beide Raumschiffe einzusetzen, je nachdem wie die Erfordernisse liegen.
Die Changzheng 7 kann mit ihrer Nutzlastkapazität von bis zu 14 t auch das 8 t schwere Shenzhou-Raumschiff problemlos in eine erdnahe Umlaufbahn befördern. Daher wurde, um bei einem eventuellen derartigen Einsatz die Sicherheit der Mannschaft nicht zu gefährden, die garantierte Zuverlässigkeit der Rakete auf 98 % festgesetzt. Zum Vergleich: international ist für bemannte Flüge eine Zuverlässigkeit von 95 % bis 96 % üblich, für unbemannte 91 %. Die durch Massentests der einzelnen Komponenten ermittelte Zuverlässigkeit der ursprünglich für den Start der Shenzhou-Raumschiffe verwendeten Changzheng 2F betrug 97 %, wurde dann aber bei der weiterentwickelten Version Changzheng 2F/G für die Flüge zur Chinesischen Raumstation ab 2021 ebenfalls auf 98 % erhöht.
Die hohe Zuverlässigkeit macht die Changzheng 7 sehr teuer. Ein Start mit dieser Rakete kostete im Februar 2023 inklusive Treibstoff, Betankung und Startabwicklung durch das Kosmodrom 570 Millionen Yuan. Der entsprechende Preis für eine Changzheng 3B/E, die nur für unbemannte Flüge zertifiziert ist, aber 5,5 t in einen geostationären Transferorbit transportieren kann, betrug zu diesem Zeitpunkt 264,72 Millionen Yuan.

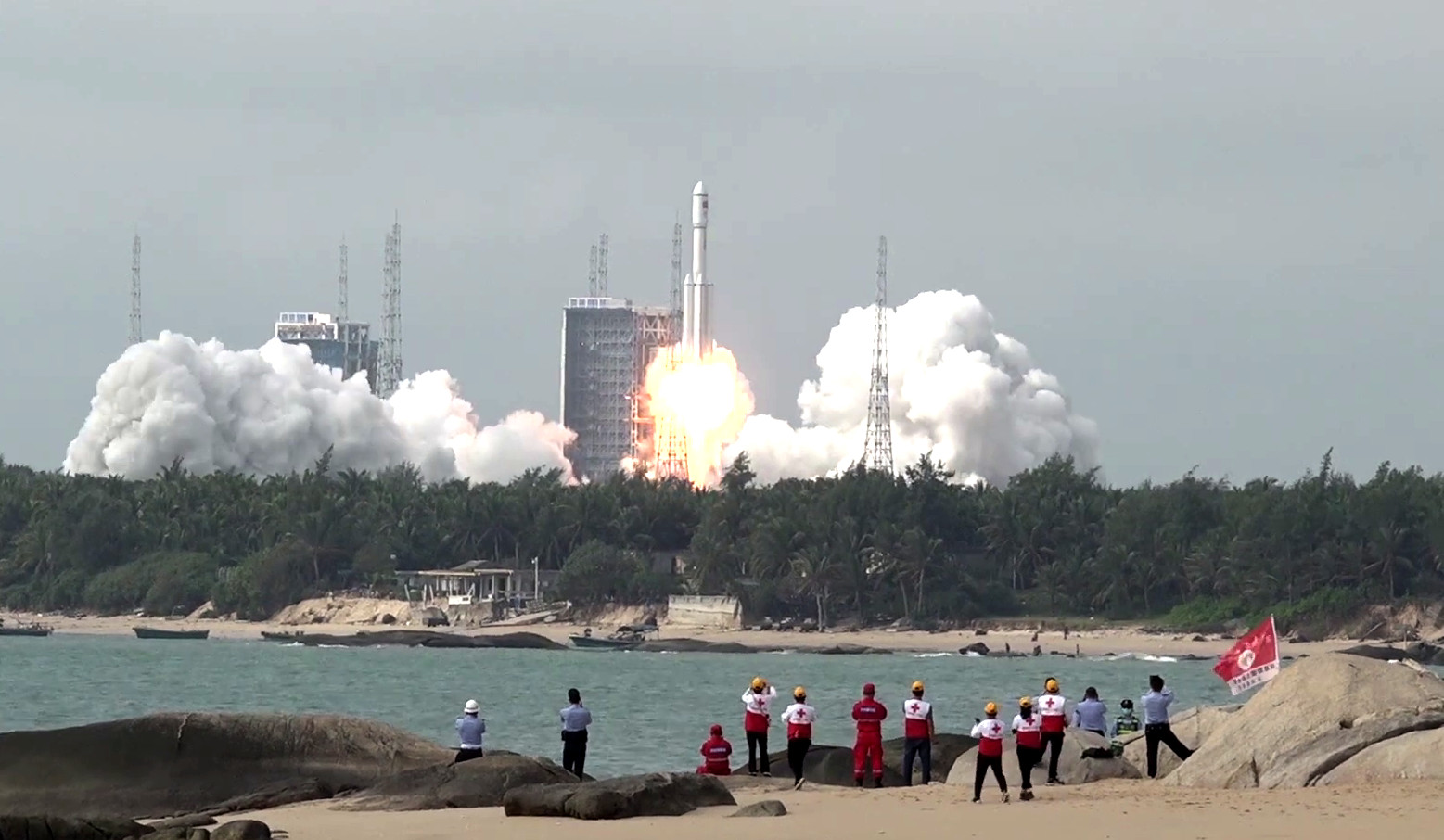
Start einer CZ-7 vom Kosmodrom Wenchang am 12. November 2022

Die Rakete ist bis zu einem gewissen Maße tropentauglich, also für die Kosmodrome Xichang und Wenchang geeignet. Bei ihrem Entwurf wurde von Anfang an auf Wasserdichtigkeit geachtet. Dadurch kann die Changzheng 7 auch bei mäßigem Regen starten, der in China als 5–15 mm pro 12 Stunden definiert ist. Nicht nur auf der südlichen Insel Hainan, sondern auch in Sichuan kommt dies mit Ausnahme der Zeit von Dezember bis Februar sehr häufig vor, und auch im Winter kann es dort zu Regen kommen. So startete zum Beispiel am 8. Januar 2023 eine CZ-7A im Regen vom Kosmodrom Wenchang. In Hainan existiert dazu noch, auch außerhalb der sommerlichen Taifunsaison, das Problem der Seewinde. Die Changzheng 7 und ihre Startrampe auf dem Kosmodrom Wenchang sind dafür ausgelegt, beim Betanken und den letzten Überprüfungen auch stürmischen Winden der Stärke 8 widerstehen zu können, außerdem wird dort durch die Vertikalmontage in einem Gebäude mit schweren Stahltüren die gefährliche Zeit auf der Startrampe stark verkürzt.
Ursprünglich dauerte die Montage und Betankung der Rakete auf dem Kosmodrom Wenchang 35 Tage. Durch Optimierung der Abläufe, durch Montage der Trägheitsnavigationssysteme bereits vor der Abfahrt in Tianjin und durch den Beginn der Betankung mit Flüssigsauerstoff, während die Betankung mit Kerosin noch lief – was die Betankungszeit von 12 Stunden auf 8 Stunden reduzierte – konnte dies ab der Mission Tianzhou 4 im Mai 2022 auf 27 Tage von der Anlieferung bis zum Start verkürzt werden.
Ab der Mission Tianzhou 6 im Mai 2023 wurde die Startvorbereitungszeit dadurch, dass Prüfvorgänge an verschiedenen Stellen der Rakete parallel durchgeführt wurden, noch weiter auf nun 25 Tage reduziert.
Die am 11. März 2021 erstmals erfolgreich geflogene, dreistufige Variante Changzheng 7A ist primär dafür gedacht, vom äquatornahen Kosmodrom Wenchang aus Satelliten auf eine Transferbahn für geosynchrone Orbits zu bringen. Dabei füllt die Changzheng 7A die Lücke zwischen der Changzheng 3B, die in ihrer starken Version CZ-3B/E Nutzlasten von bis zu 5,5 t auf eine Transferbahn für eine zum Äquator geneigte geosynchrone Umlaufbahn (IGSO) bringt, und der Changzheng 5 mit 14 t für eine derartige Umlaufbahn. Mit der CZ-7A können Nutzlasten von 5,5 t direkt in eine äquatoriale Umlaufbahn von 200 × 5000 km gebracht werden, und 7 t auf eine Transferbahn für eine geneigte geosynchrone Bahn. Dies dient Chinas langfristigem Ziel eines Aufbaus von Satellitenkonstellationen mit Satelliten in hohen Umlaufbahnen; die Startmasse der hierbei ins Auge gefassten Satelliten liegt bei 6 bis 7 t. Außerdem kann die Changzheng 7A Nutzlasten von 5 t in eine Transferbahn zum Mond befördern (zum Vergleich: die Changzheng 5 transportiert bei einer solchen Bahn bis zu 8 t).

## Technische Daten

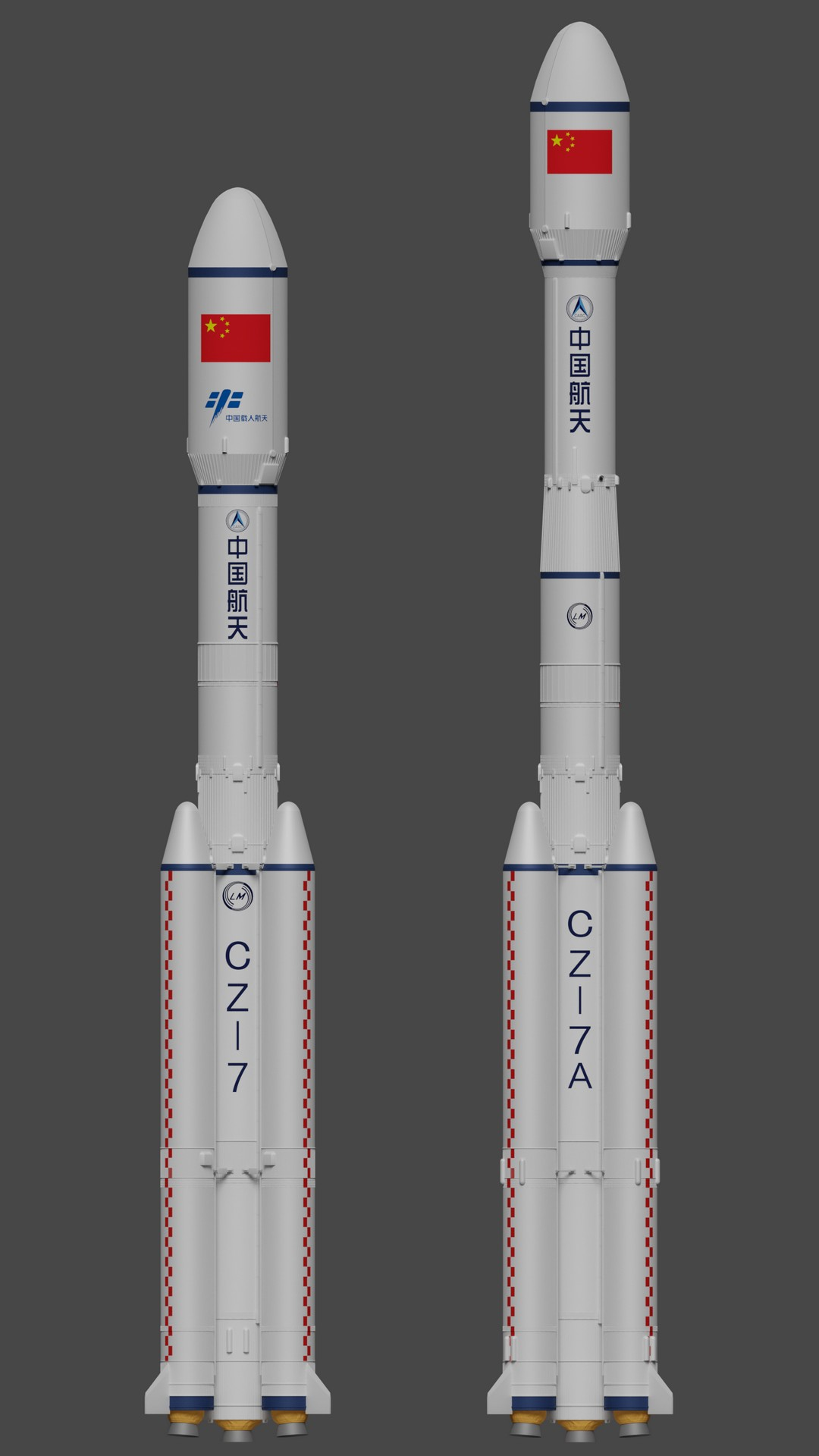
Langer Marsch 7 und Langer Marsch 7A

| Modell                          | CZ-7                                             | CZ-7A                                            |
| ------------------------------- | ------------------------------------------------ | ------------------------------------------------ |
| Stufen                          | 2                                                | 3                                                |
| Höhe                            | 53,1 m                                           | 60,13 m                                          |
| Durchmesser                     | 3,35 m (10,05 m mit Boostern)                    | 3,35 m (10,05 m mit Boostern)                    |
| Startmasse                      | 597 t (mit Kickstufe)                            | 573 t                                            |
| Startschub                      | 7200 kN                                          | 7200 kN                                          |
| Nutzlast                        | 14 t (400 km LEO) 5,5 t (700 km SSO)             | 7 t (IGSO) 5 t LTO (Mond-Transferorbit)          |
| 1. Stufe (K-3-1)                |                                                  |                                                  |
| Höhe                            | 26 m                                             | 26 m                                             |
| Durchmesser                     | 3,35 m                                           | 3,35 m                                           |
| Startmasse                      | 186 t                                            | 186 t                                            |
| Triebwerk                       | 2 × YF-100 mit je 1188 kN Startschub             | 2 × YF-100 mit je 1188 kN Startschub             |
| Treibstoff                      | 174 t flüssiger Sauerstoff und Raketenkerosin    | 174 t flüssiger Sauerstoff und Raketenkerosin    |
| Booster (4× K-2-1)              |                                                  |                                                  |
| Höhe                            | 26,5 m                                           | 26,5 m                                           |
| Durchmesser                     | 2,25 m                                           | 2,25 m                                           |
| Startmasse                      | 81,5 t                                           | 81,5 t                                           |
| Triebwerk                       | 1 × YF-100 mit 1188 kN Startschub                | 1 × YF-100 mit 1188 kN Startschub                |
| Treibstoff                      | 75,5 t flüssiger Sauerstoff und Raketenkerosin   | 75,5 t flüssiger Sauerstoff und Raketenkerosin   |
| 2. Stufe (K-3-2)                |                                                  |                                                  |
| Höhe                            | 11,5 m                                           | 11,5 m                                           |
| Durchmesser                     | 3,35 m                                           | 3,35 m                                           |
| Startmasse                      | 71 t                                             | 71 t                                             |
| Triebwerk                       | 4 × YF-115 mit je 182 kN Vakuumschub             | 4 × YF-115 mit je 182 kN Vakuumschub             |
| Treibstoff                      | 65 t flüssiger Sauerstoff und Raketenkerosin     | 65 t flüssiger Sauerstoff und Raketenkerosin     |
| 3. Stufe (H-3-3), nur mit CZ-7A |                                                  |                                                  |
| Höhe                            | 12,4 m                                           | 12,4 m                                           |
| Durchmesser                     | 3 m                                              | 3 m                                              |
| Triebwerk                       | 2 × YF-75 wiederzündbar mit je 78 kN Vakuumschub | 2 × YF-75 wiederzündbar mit je 78 kN Vakuumschub |
| Treibstoff                      | flüssiger Sauerstoff und flüssiger Wasserstoff   | flüssiger Sauerstoff und flüssiger Wasserstoff   |

## Startliste
Dies ist eine Liste aller CZ-7-Starts, Stand 15. Juli 2025.
| Lfd. Nr.                                              | Datum (UTC)                                           | Raketentyp Seriennr.                                  | Startplatz                                            | Nutzlast | Art der Nutzlast | Nutzlastgewicht                                       | Orbit                                                 | Anmerkungen |
| 2016 – 2017 – 2020 – 2021 – 2022 – 2023 – 2024 – 2025 | 2016 – 2017 – 2020 – 2021 – 2022 – 2023 – 2024 – 2025 | 2016 – 2017 – 2020 – 2021 – 2022 – 2023 – 2024 – 2025 | 2016 – 2017 – 2020 – 2021 – 2022 – 2023 – 2024 – 2025 | 2016 – 2017 – 2020 – 2021 – 2022 – 2023 – 2024 – 2025                                                                       | 2016 – 2017 – 2020 – 2021 – 2022 – 2023 – 2024 – 2025 | 2016 – 2017 – 2020 – 2021 – 2022 – 2023 – 2024 – 2025 | 2016 – 2017 – 2020 – 2021 – 2022 – 2023 – 2024 – 2025 | 2016 – 2017 – 2020 – 2021 – 2022 – 2023 – 2024 – 2025 |
| 2016                                                  | 2016                                                  | 2016                                                  | 2016                                                  | 2016 | 2016 | 2016                                                  | 2016                                                  | 2016 |
| ----------------------------------------------------- | ----------------------------------------------------- | ----------------------------------------------------- | ----------------------------------------------------- | --- | --- | ----------------------------------------------------- | ----------------------------------------------------- | --- |
| 1                                                     | 25. Juni 2016 12:00                                   | CZ-7/YZ-1A                                            | Wenchang 201                                          | Rückkehrkapsel des Mehrzweckraumschiffs Aoxiang Zhixing Tiange Feixingqi 1 Tiange Feixingqi 2 Aolong 1 ZGZ Shiyan Zhuangzhi | Prototyp einer neuen Wiedereintrittskapsel Technologieerprobungssatellit/12U-Cubesat Technologieerprobungssatellit Technologieerprobung (befestigt an der Oberstufe) |                                                       | LEO                                                   | Erfolg, Testflug, Erstflug der Langer Marsch 7 |
| 2017                                                  |                                                       |                                                       |                                                       | | |                                                       |                                                       | |
| 2                                                     | 20. April 2017 11:41                                  | CZ-7                                                  | Wenchang 201                                          | Tianzhou 1 SilkRoad-1 (Silu 1)                                                                                              | unbemannter Raumfrachter für Tiangong 2 Erdbeobachtung/Cubesat | 12.910 kg                                             | LEO                                                   | Erfolg |
| 2020                                                  |                                                       |                                                       |                                                       | | |                                                       |                                                       | |
| 3                                                     | 16. März 2020 13:34                                   | CZ-7A Y1                                              | Wenchang 201                                          | Xin Jishu Shiyan 6 (XJS-6)                                                                                                  | Technologieerprobungssatellit |                                                       | (GTO)                                                 | Fehlschlag: Die Rakete zerbrach nach 168s Flugzeit, verursacht durch einen Druckabfall im Einlass für Flüssigsauerstoff, der eines der Boostertriebwerke versorgt. Die Ingenieure führten das Problem auf Kavitation im Flüssigsauerstoffsystem zurück. |
| 2021                                                  |                                                       |                                                       |                                                       | | |                                                       |                                                       | |
| 4                                                     | 11. März 2021 17:51                                   | CZ-7A Y2                                              | Wenchang 201                                          | Shiyan-9 | Technologieerprobungssatellit |                                                       | GTO                                                   | Erfolg |
| 5                                                     | 29. Mai 2021 12:55                                    | CZ-7 Y3                                               | Wenchang 201                                          | Tianzhou 2 | unbemannter Raumfrachter für Chinesische Raumstation | 13.500 kg                                             | LEO                                                   | Erfolg |
| 6                                                     | 20. Sept. 2021 07:10                                  | CZ-7 Y4                                               | Wenchang 201                                          | Tianzhou 3 | unbemannter Raumfrachter für Chinesische Raumstation | 13.500 kg                                             | LEO                                                   | Erfolg |
| 7                                                     | 23. Dez. 2021 10:12                                   | CZ-7A Y3                                              | Wenchang 201                                          | Shiyan-12 01 Shiyan-12 02                                                                                                   | Technologieerprobungssatellit |                                                       | GTO                                                   | Erfolg |
| 2022                                                  |                                                       |                                                       |                                                       | | |                                                       |                                                       | |
| 8                                                     | 9. Mai 2022 17:56                                     | CZ-7                                                  | Wenchang 201                                          | Tianzhou 4 | unbemannter Raumfrachter für Chinesische Raumstation | 12.700 kg                                             | LEO                                                   | Erfolg |
| 9                                                     | 13. Sept. 2022 13:18                                  | CZ-7A                                                 | Wenchang 201                                          | Chinasat 1E | taktischer Kommunikationssatellit |                                                       | GTO                                                   | Erfolg |
| 10                                                    | 12. Nov. 2022 02:03                                   | CZ-7                                                  | Wenchang 201                                          | Tianzhou 5 | unbemannter Raumfrachter für Chinesische Raumstation | 13.100 kg                                             | LEO                                                   | Erfolg |
| 2023                                                  |                                                       |                                                       |                                                       | | |                                                       |                                                       | |
| 11                                                    | 8. Jan. 2023 22:00                                    | CZ-7A                                                 | Wenchang 201                                          | Shijian 23 | Forschungssatellit/Technologieerprobung |                                                       | GTO                                                   | Erfolg |
| 12                                                    | 10. Mai 2023 13:22                                    | CZ-7                                                  | Wenchang 201                                          | Tianzhou 6 | unbemannter Raumfrachter für Chinesische Raumstation | 12.950 kg                                             | LEO                                                   | Erfolg |
| 13                                                    | 3. Nov. 2023 14:54                                    | CZ-7A                                                 | Wenchang 201                                          | Tongxin Jishu Shiyan 10 | Kommunikationssatellit/Technologieerprobung |                                                       | GTO                                                   | Erfolg |
| 2024                                                  |                                                       |                                                       |                                                       | | |                                                       |                                                       | |
| 14                                                    | 17. Jan. 2024 14:27                                   | CZ-7                                                  | Wenchang 201                                          | Tianzhou 7 | unbemannter Raumfrachter für Chinesische Raumstation |                                                       | LEO                                                   | Erfolg |
| 15                                                    | 29. Juni 2024                                         | CZ-7A                                                 | Wenchang 201                                          | Chinasat 3A | Kommunikationssatellit |                                                       | GTO                                                   | Erfolg |
| 16                                                    | 22. Aug. 2024                                         | CZ-7A                                                 | Wenchang 201                                          | Chinasat 4A | Kommunikationssatellit |                                                       | GTO                                                   | Erfolg |
| 17                                                    | 15. Nov. 2024                                         | CZ-7                                                  | Wenchang 201                                          | Tianzhou 8 | unbemannter Raumfrachter für Chinesische Raumstation |                                                       | LEO                                                   | Erfolg |
| 2025                                                  |                                                       |                                                       |                                                       | | |                                                       |                                                       | |
| 18                                                    | 29. März 2025                                         | CZ-7A                                                 | Wenchang 201                                          | TJS-16 | TE/Kommunikation oder Aufklärung |                                                       |                                                       | Erfolg |
| 19                                                    | 20. Mai 2025                                          | CZ-7A                                                 | Wenchang 201                                          | Chinasat 3B | Kommunikationssatellit |                                                       |                                                       | Erfolg |
| 20                                                    | 14. Juli 2025                                         | CZ-7                                                  | Wenchang 201                                          | Tianzhou 9 | unbemannter Raumfrachter für Chinesische Raumstation |                                                       | LEO                                                   | Erfolg |